# Orlando (film)
Orlando è un film del 1992 diretto da Sally Potter, tratto dall'omonimo romanzo di Virginia Woolf.
L'opera, presentata in anteprima al Thessaloniki International Film Festival del 1992, venne proiettata anche al Festival del Cinema di Venezia e al Toronto Film Festival nel settembre dello stesso anno prima di essere distribuito nelle sale cinematografiche mondiali.

## Trama
Nel tardo XVI secolo, la regina Elisabetta I d'Inghilterra ordina al giovane nobile Orlando di non invecchiare mai. Orlando obbedisce. Decorato dalla sovrana come cavaliere dell'Ordine della Giarrettiera, hanno così inizio le sue avventure attraverso secoli di storia inglese, che gli permetteranno di conoscere una grande varietà di esperienze, tra cui anche - nel XVIII secolo - un cambio di sesso spontaneo.

## Riconoscimenti
- 1994 - Premio Oscar
  - Candidatura Migliore scenografia a Ben van Os e Jan Roelfs
  - Candidatura Migliori costumi a Sandy Powell
- 1994 - BAFTA Awards
  - Miglior trucco a Morag Ross
  - Candidatura Migliori costumi a Sandy Powell
- 1993 - European Film Awards
  - Miglior film giovane a Sally Potter
  - Candidatura Miglior attrice a Tilda Swinton
- 1993 - David di Donatello
  - Migliore attrice straniera a Tilda Swinton
- 1993 - Nastro d'argento
  - Candidatura Nastro d'argento europeo a Sally Potter
  - Miglior doppiaggio femminile a Carla Cassola
- 1993 - Premio Flaiano
  - Migliore attrice straniera a Tilda Swinton
- 1993 - Sitges - Festival internazionale del cinema fantastico della Catalogna
  - Miglior film a Sally Potter